# Cephalotes umbraculatus
Espèce
Synonymes
- Cryptocerus elegans Smith, F., 1853
- Cryptocerus flavomaculatus Mayr, 1862
- Cryptocerus quadriguttatus Guérin-Méneville, 1844
- Cryptocerus umbraculatus Fabricius
- Zacryptocerus umbraculatus (Fabricius)

Cephalotes umbraculatus est une espèce de fourmis (Formicidae) de la sous-famille des Myrmicinae. Elle est trouvée en Amérique du Sud. C'est une espèce arboricole, qui a la particularité de contrôler sa chute ("parachutisme") lorsqu'elle tombe d'une branche.